# 7611 Hashitatsu
7611 Hashitatsu è un asteroide della fascia principale del diametro medio di circa 22,71 km. Scoperto nel 1996, presenta un'orbita caratterizzata da un semiasse maggiore pari a 2,9808521 UA e da un'eccentricità di 0,1572411, inclinata di 8,49589° rispetto all'eclittica.